# Broekhoven (Tilburg)
Broekhoven is een wijk in het stadsdeel Tilburg-Oud-Zuid. Broekhoven wordt aan de noordkant begrensd door de Piushaven. De oostgrens van de wijk ligt ongeveer bij het Leijpark, de zuidgrens wordt gevormd door de wijk Groenewoud. In het westen vormen de Veestraat, Oerlesestraat en Transvaalstraat de begrenzing van de wijk. Broekhoven bestaat uit een aantal buurten, zoals de Vogeltjes- en Visserijbuurt (al behoren die officieel volgens de gemeente tot de wijk Groenewoud, maar in de volksmond tot Broekhoven) en de Landbouwbuurt. Ook de Uitvindersbuurt en de Merodebuurt behoren tot de wijk Broekhoven.

## Geschiedenis
Het gebied waar Broekhoven ligt, is al vanaf de Bronstijd bewoond. Dat blijkt uit archeologische vondsten die er uit de bodem zijn gehaald.
Oorspronkelijk was Broekhoven een herdgang, een van de oudste van Tilburg. Aan het begin van de Middeleeuwen had het gebied ook regionaal betekenis. Broekhoven lag namelijk strategisch aan het riviertje de Leij. Verder werd Broekhoven gekenmerkt door natte, lage en vruchtbare grond. Er was ook een watermolen. Dit alles zorgde voor een vroege ontwikkeling. Achter de plaats waar anno 2019 het Elisabeth Ziekenhuis staat, lag eeuwenlang een groot moeras, begin 20ste eeuw gedempt met huisvuil.
Dit laag gelegen, natte gebied van Tilburg werd in de Middeleeuwen 'Broecksijde' genoemd. Daar komt dan ook het eerste deel van de naam Broekhoven vandaan. Het tweede deel is te danken aan een huis of hoeve die in elk geval al aan het begin van de 14de eeuw bestond. Het was een huis dat in 1309 werd overgedragen aan Willemus Bac van Baescot. Zijn vader had Broeckhoven al, het huis had waarschijnlijk toen al een aantal boerderijen. Tot de 16de eeuw bleef het bezit in handen van de familie. In 1569 werd Broeckhoven omschreven als een stenen huis met stallen en een brouwhuis. Er was een gracht, er waren poorten en boomgaarden. In juni 1581 werd het kasteel door de Staatse troepen belegerd en verwoest.
17de tot 20ste eeuw
In de 17de eeuw werd het kasteel herbouwd. In 1675 is jonkheer Matthijs de Cannart de nieuwe eigenaar. Hij was schout van de heerlijkheid Venloon (Loon op Zand). In 1755 verkocht jonkheer Engelbert François de Cannard d'Hamale het kasteel met zijn landerijen aan Johan van Hanswijk. Latere eigenaren waren de familie Van Rijswijk, Peijnenburg en Brouwer. In de 18de eeuw raakte het kasteel in verval. In 1904 was er niets meer van het kasteel over en werd er een villa gebouwd.
Enkele plaatsnamen, die nu straten in de wijk zijn, bestaan al eeuwenlang. Zo komen de namen Broekhoven (Broekhovenseweg), Sevenhoek (Sevenhoeksestraat) en Stuivesant (Stuivesantplein) al voor op de Kaart van Zijnen, een manuscriptkaart van de heerlijkheid Tilburg en Goirle gepubliceerd in 1760. Ook Stappe Goir (Stappegoor) wordt daarop genoemd. 't Heike (Heikestraat) bestond ook al in de 17de eeuw, de Groenstraat wordt zelfs in 1455 al vermeld. Andere straten zijn genoemd naar huizen die er hebben gestaan of gebeurtenissen die er hebben plaatsgevonden (Vlimmenhoefstraat en Varkensmarkt).

## Uitbreiding
Vanaf het begin van de jaren 20 werd de wijk sterk uitgebreid, met name naar het zuiden en oosten toe. Dit kwam voort uit het Algemeen Uitbreidingsplan 1917, samengesteld door ingenieur J.H.E. Rückert, in 1913 aangetreden als directeur Publieke Werken. Het plan omvatte een grote uitbreiding van de stad met sociale woningbouw. Rückert opperde ook het idee om een ringbaan om de stad te leggen. Die werd gerealiseerd tussen 1922 en 1959. De Ringbaan-Zuid werd voltooid in 1947.
In 1913 was al de Broekhovense kerk gebouwd, gewijd aan O.L.V. Moeder van Goede Raad. Dit was de eerste kerk van de wijk. Later werd dit de kerk van de parochie Broekhoven I. Er werd ook een school bij gebouwd. De stijl van de kerk is expressionistisch en dit was een voorloper van de Amsterdamse School, die iets later ontstond. De constructie was veelal van beton, maar voor de buitenkant werd baksteen gebruikt. De vierkante toren is 45 meter hoog. De kerk is sinds 1987 multifunctioneel.
De uitbreidingen begonnen in 1923 met de aanleg van de Merodebuurt, ten zuiden van de kerk. Tot dan toe hadden daar alleen wei- en akkerlanden gelegen. De woningen werden gebouwd door de in 1917 opgerichte Tilburgsche Bouwvereniging (TBV). Deze was opgericht om de volkshuisvesting te verbeteren. De Merodebuurt, bestaande uit 330 woningen en 4 winkelwoningen werd ontworpen door de architect van de kerk: Jan van der Valk. Rond 1990 werd de buurt gesloopt en vervangen door nieuwbouw. Eind jaren 20 volgt in het zuiden de aanleg van de Vogeltjesbuurt. Rond 1930 wordt ten westen van de kerk van Broekhoven I de Ontdekkingsreizigersbuurt gebouwd. Ook aan de oostkant van de wijk wordt driftig gebouwd; daar verschijnt rond 1940 de latere parochie Fatima.
Door de uitbreiding van Broekhoven was er ook behoefte aan een nieuwe kerk. Dat werd de Kerk van de Heilige Familie, in 1924 gebouwd aan de westzijde van de Broekhovenseweg. Dit werd de kerk van de parochie Broekhoven II. Het gebedshuis met pastorie werd ontworpen door Sjef Donders. Deze kerk werd in 1974 gesloopt. Onder meer de bewoners van de Uitvindersbuurt, die begin jaren 50 werd gebouwd, gingen hier ter kerke.
Aan het Pater van den Elsenplein werd in 1956 de Pius X-kerk gebouwd, de parochiekerk van Broekhoven III. Deze kerk lag tussen de Vogeltjesbuurt en de Visserijbuurt in. Het ontwerp was van de Eindhovense architect Jac. Hurks. In de kerk bevond zich een kapel die gewijd was aan O.L. Vrouw van Beauraing. De Pius X-kerk werd in 2002 gesloopt en maakte plaats voor een complex met daarin een bibliotheek, een wijkcentrum, een kapel en appartementen.

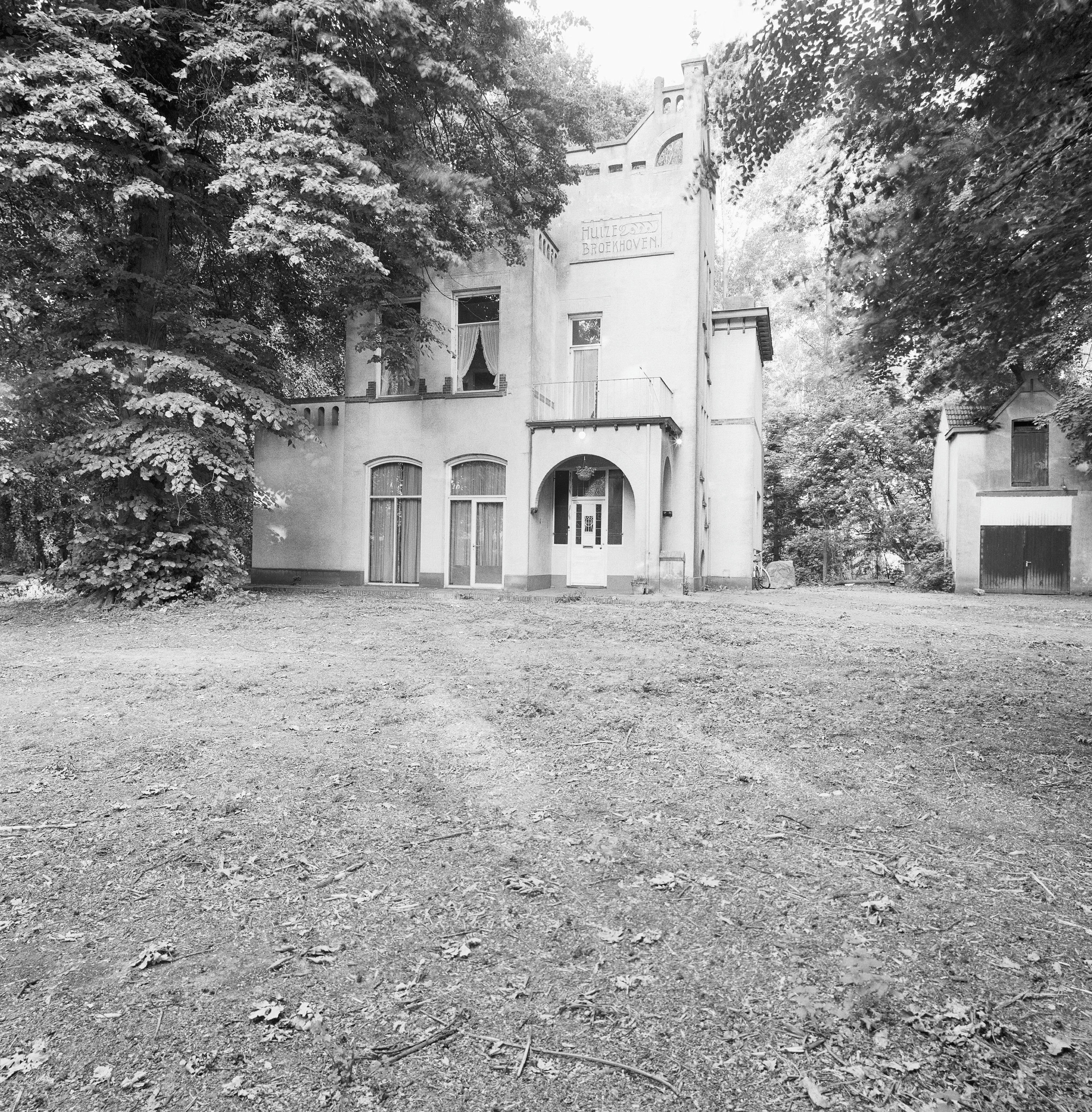
De villa Huize Broekhoven (Berglandweg 32) in 1996. Voorheen stond hier een kasteel.